# Sompéla
Sompéla est une localité située dans le département de Bassi de la province du Zondoma dans la région Nord au Burkina Faso.

## Géographie
Sompéla est situé à environ 3 km au sud-est de Bassi, le chef-lieu du département, et à 3 km au nord-est de Kénéko. 

## Santé et éducation
Les centres de soins les plus proches de Sompéla sont le centre de santé et de promotion sociale (CSPS) de Bassi et celui, équidistant, de Kénéko, tandis que le centre médical se trouve à Gourcy.